# Anne Clifford
Anne Clifford, 14:e baronessa de Clifford, född 30 januari 1590, död 22 mars 1676, var en engelsk adelsdam och författare. Hon var baronessa av Clifford och High Sheriff av Westmorland genom arv. Anne Clifford var en mecenat för författare och litteratur och är även själv känd som författare till en samling brev och en dagbok. Hon är också berömd för sin långvariga kamp för att säkerställa rätten till sitt arv. 
Anne Clifford var enda barn till George Clifford, 3:e earl av Cumberland (1558–1605) och lady Margaret Russell. Hon gifte sig 1609 med Richard Sackville, 3:e earl av Dorset (död 1624), och 1630 med Philip Herbert, earl av Pembroke och Montgomery. 
Vid sin fars död 1605 ärvde hon titeln baron av Clifford, men fadern hade testamenterat sin grevetitel med tillhörande grevskap, Cumberland, till hennes farbror. Hon gjorde anspråk på arvet i en process som drog ut flera årtionden, och tillerkändes det slutligen 1643: hon kunde dock inte ta kontrollen över det förrän 1649. Anne Clifford beskrivs som dominant och viljestark. Under sin uppväxt var hon en ofta sedd gäst hos drottning Elisabet I av England, och hon var också omtyckt vid hovet hos Englands nästa drottning, Anne av Danmark, där hon uppmärksammades som amatörskådespelare.
Hon hade ämbetet High Sheriff av Westmorland från 1653 till 1676.